# Siân Phillips

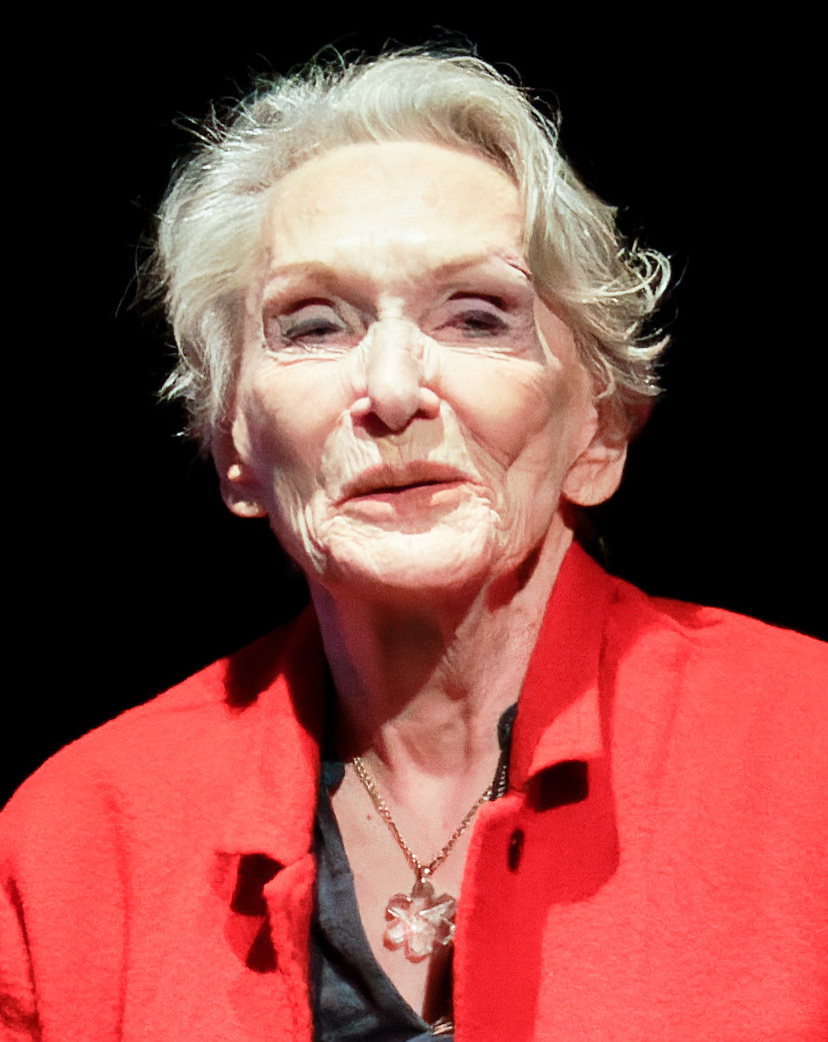
Siân Phillips (2022)

Dame Siân Phillips, DBE (* 14. Mai 1933 in Betws, Carmarthenshire, Wales; eigentlich Jane Elizabeth Ailwen Phillips) ist eine britische Schauspielerin.

## Leben
Phillips entstammt einer walisischen Familie. Ihre Mutter war vor ihrer Hochzeit Lehrerin. Der Vater arbeitete als Stahlarbeiter und später als Polizist. Bereits mit elf Jahren trat Phillips im Radio auf und schauspielerte. Sie besuchte die Universität in Cardiff und studierte Englisch und Philosophie. Für BBC war sie als Nachrichtensprecherin tätig. Mit 21 bekam sie ein Stipendium für die Royal Academy of Dramatic Art in London, wo sie unter anderem mit Diana Rigg und Glenda Jackson studierte. Diese traditionsreiche Schauspielschule verlieh ihr die Bancroft Gold Medal. In London gab Phillips 1957 ihr Debüt im Theater im Stück Hedda Gabler von Henrik Ibsen. Phillips war von 1956 bis 1959 mit Don Roy und von 1959 bis 1979 mit dem Schauspieler Peter O’Toole verheiratet. Aus letzterer Beziehung gingen die Töchter Pat und Kate hervor. Die Ehe wurde ebenso geschieden wie eine spätere mit dem britischen Schauspieler Robin Sachs, mit dem sie von 1979 bis 1991 verheiratet war. Eine Zeit lang lebte Phillips in Irland, später in London.
In ihrer Berufslaufbahn hat Phillips viele Kino- und Fernsehfilme gedreht, ist aber wohl am bekanntesten für ihre Rolle als Livia in der BBC-Verfilmung von Robert Graves’ gleichnamigen Roman Ich, Claudius, Kaiser und Gott (1976). Außerdem spielte sie „Ann“, die untreue Ehefrau von Alec Guinness als „George Smiley“, in den Fernsehverfilmungen der Spionageromane Dame, König, As, Spion (Tinker, Tailor, Soldier, Spy, 1979) und Smileys Leute, oder Agent in eigener Sache (Smiley’s People, 1982) nach Büchern von John le Carré. Kinogänger kennen sie aus dem Science-Fiction-Film Der Wüstenplanet (Dune, 1984) von Regisseur David Lynch. Auf der Bühne verkörperte Phillips u. a. in London Marlene Dietrich in Pam Gems’ Marlene – a Tribute to Dietrich (1997). Für diese Rolle am Broadway wurde sie für einen Tony Award nominiert.
1999 und 2001 veröffentlichte Siân Phillips in zwei Bänden (Public Places und Private Faces) ihre Autobiografie. Sie singt auch und hat einige CDs veröffentlicht, zum Beispiel And So It Goes.
Phillips ist aktiv in der Organisation Social, Welsh and Sexy walisischer Persönlichkeiten und spricht auch die walisische Sprache. (In ihrer Autobiografie gibt sie an, dass sie als Kind Walisisch früher gelernt habe als Englisch.)
Der Vorname Siân ist die walisische Form ihres eigentlichen Namens Jane. Phillips nahm ihn an, als sie in walisischer Sprache zu schauspielern begann.

## Auszeichnungen
1970 zeichnete sie die National Society of Film Critics für Goodbye, Mr. Chips als Beste Nebendarstellerin aus. Für diesen Film wurde sie 1970 auch bei den Golden Globes als Beste Nebendarstellerin nominiert. 1977 gewann sie als beste Schauspielerin den BAFTA Award für Ich, Claudius, Kaiser und Gott. 1977 bekam sie für diesen Film den RTS Television Award der Royal Television Society, UK. 2001 erhielt sie den Special Award bei den walisischen BAFTA Awards.
Im Juni 2000 wurde ihr von Königin Elisabeth II. der Titel Commander of the British Empire (CBE) verliehen. Bei der Neujahresehrung 2016 wurde Phillips von Königin Elisabeth II. zur Dame Commander des Order of the British Empire (DBE) erhoben.

## Filmografie (Auswahl)
- 1958: Television Playwright (Fernsehserie, eine Folge)
- 1962: Der längste Tag (The Longest Day)
- 1964: Becket
- 1965: Cassidy, der Rebell (Young Cassidy)
- 1968: Der Satan mischt die Karten (Laughter in the Dark)
- 1969: Goodbye, Mr. Chips
- 1971: Das Wiegenlied der Verdammten (Murphy’s War)
- 1971: Unter dem Milchwald (Under Milk Wood)
- 1976: Ich, Claudius, Kaiser und Gott (I, Claudius; Fernseh-Miniserie)
- 1979: König, Dame, As, Spion (Tinker, Tailor, Soldier, Spy; Miniserie)
- 1980: Nijinsky
- 1981: Kampf der Titanen (Clash Of The Titans)
- 1982: Smileys Leute, oder Agent in eigener Sache (Smiley’s People; Miniserie)
- 1984: Der Wüstenplanet (Dune)
- 1985: Kampf um Endor (Ewoks: The Battle for Endor)
- 1989: Die unheimliche Verseuchung des Dark River
- 1989: Valmont (Valmont)
- 1993: Zeit der Unschuld (The Age of Innocence)
- 1993: Heidi (Fernseh-Miniserie)
- 1995: Poppy
- 1998, 2000: Nikita (La Femme Nikita; Fernsehserie, 5 Folgen)
- 1999: Alice im Spiegelland
- 2000: The Magician’s House II
- 2001: Attila, der Hunne (Attila; Miniserie)
- 2006: The Gigolos
- 2006: Inspector Barnaby (Midsomer Murders) Fernsehserie, Staffel 9, Folge 3: Der Krieg der Witwen (Vixen’s Run)
- 2008: Mrs. McGinty ist tot (Agatha Christie’s Poirot; Fernsehserie, Folge: Mrs McGinty’s Dead)
- 2010: New Tricks – Die Krimispezialisten (New Tricks; Fernsehserie, 1 Folge)
- 2011: Lewis – Der Oxford Krimi (Lewis; Fernsehserie, Folge Wild Justice)
- 2017: Strike (Fernsehserie, 2 Folgen)
- 2017: Hochelaga, Terre des Âmes
- 2020: Summerland
- 2020: Dream Horse
- 2021: Gerichtsmediziner Dr. Leo Dalton (Silent Witness, Fernsehserie, 2 Folgen)
- 2023: The Chelsea Detective (Fernsehserie, 1 Folge)
- 2024: Doctor Who (Fernsehserie, Episode 1x04)